# Сліпак подільський
{{#ifeq:0|0|{{#if:|{{#if:Spalaxzemni|[[]}}|}}}}
Сліпак подільський (Spalax zemni) — вид роду сліпак (Spalax) родини сліпакові (Spalacidae). Ендемік Правобережної України. Відносно дрібний рослиноїдний солітарний землерий.

## Етимологія
Видовий епітет виводять з російського “земной”. Проте, оскільки типовою місцевістю опису виду є Тернопільщина, яка у 1777 році була під владою Речі Посполитої, це твердження виглядає некоректним. Зокрема Палас при описі виду Spalax microphthalmus у 1811 році вказував: російська назва слепец (нім. Slepez), українська — зінське щеня (нім. Sinskoe Stschenae), польська — нім. Zemni.

## Опис

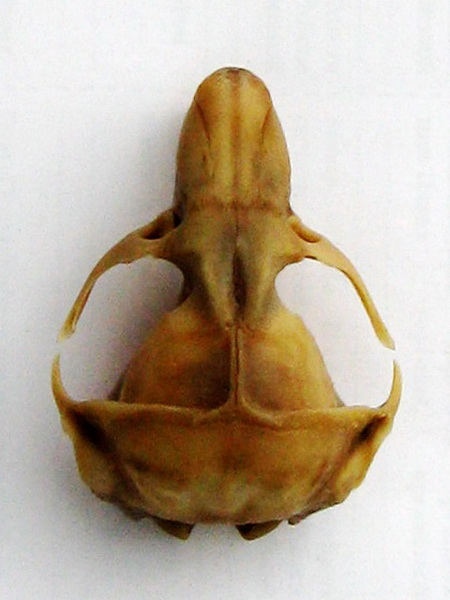
Череп сліпака подільського

Довжина тіла до 24 см, хвіст майже не помітний — до 3 см. Маса тіла до 290 г. Пристосований до підземного способу життя: тулуб валькуватий із короткими міцними кінцівками, голова клиноподібна, сплощена, з жорсткими шкіряними кантами по боках, вушна раковина відсутня, очі сховані під шкірою. Завжди помітні різці, ізольовані від ротової порожнини внутрішніми виростами губ. Хутро густе й м'яке, забарвлення — від світло-палевого до бурого.
Від близького виду — сліпака східного (Spalax microphthalmus) — відрізняється меншими розмірами, світлішим загальним забарвленням, а також будовою черепу: 1) довжина носових кісток значно менша спільної довжини лобних і тім'яних кісток; 2) задні кінці носових кісток притуплені й не утворюють вилчастого роздвоєння; 3) лінії лобно-носового і лобно-передщелепного швів утворюють дугу з вершиною, направленою вперед.

## Поширення
В Україні — Правобережні Степ, Лісостеп і південна частина широколистянолісової зони, де зустрічається досить спорадично.
У Запорізькій області східною межею ареалу виду є р. Дніпро. У північній частині Запорізького Правобережжя є звичайним видом ссавців долин всіх річок і великих балок з прилеглими плакорними ділянками; на південь від р. Нижня Хортиця зустрічається рідко. Входить до складу фауни Національного заповідника «Хортиця» (острівна популяція).

## Спосіб життя
Основним середовищем проживання цього виду є незайманий степ з прилеглими суходільнолучними ділянками. Також може жити біля доріг, у лісосмугах, сільськогосподарських угіддях, а нещодавно був знайдений на колишніх військових полігонах. Не уникає піщаних ґрунтів. 
Високоспеціалізований землерий, ходи прокладає за допомогою добре розвинутих різців. Живе поодинці в норах складної будови: горизонтальні ходи розташовані на глибині 13–21 см, вертикальні (до 2,75 м) — ведуть до житлових і гніздових камер, комор для запасання корму і віднірків різного призначення. 
Активний протягом року і в зимову сплячку не впадає. Майже все життя проводить під землею. На поверхні з'являється дуже рідко і тільки в нічний час, у сутінках і рано вранці. 
Харчування мало вивчене, але за даними з південної та південно-східної частин ареалу харчується підземними частинами люцерни, цикорію, берізки, мальви і саджанців дерев (дуб, шовковиця, акація та ін.). 
Самиця раз на рік у лютому чи на початку березня народжує 1—5 малят.

## Заходи охорони
Вид як вразливий занесено до Червоного списку МСОП і Європейського Червоного списку, а також Червоної книги України (категорія: недостатньо відомий вид).
Чисельність виду зменшується через зменшення територій, придатних для існування, знищення як шкідника сільського господарства, а також високу мозаїчність поселень, що неодмінно призводить до інбридингу.
У Запорізькій області охороняється в Національному заповіднику «Хортиця» та ряді природно-заповідних об'єктів Запорізького Правобережжя, зокрема в ландшафтних заказниках «Верхів'я балки Кайдацька», «Балка Малишевська», «Томаківський» та ін.
Вид, можливо, охороняється також у національному природному парку «Подільські Товтри».

## Значення

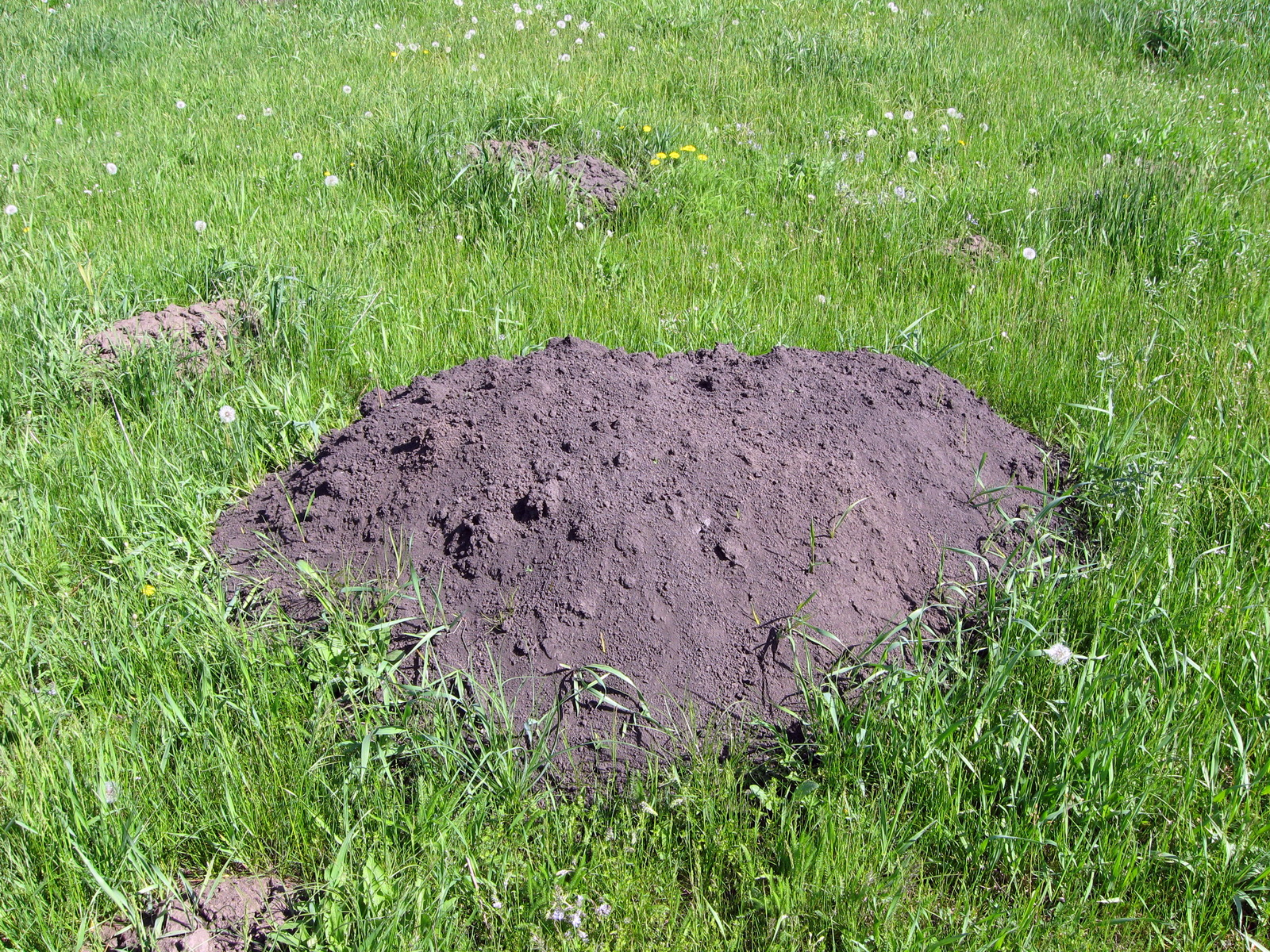
Сліди землерийної діяльності сліпака подільського

У природних екосистемах відіграє важливу роль в ґрунтотвірних процесах, зокрема у перемішуванні, зволоженні, аерації та гуміфікації ґрунту. Нори сліпака використовуються багатьма видами тварин в якості сховищ, у тому числі зимувальних.
При значній чисельності може наносити відчутну шкоду, перешкоджаючи механізованій обробці ґрунту, збору врожаю і сіножаті в сільськогосподарських угіддях, а також харчуючись коренеплодами картоплі і буряків на городах. 